# プルーデント (戦列艦)
プルーデント(HMS Prudent)はイギリス海軍のエクセター級64門3等戦列艦。ウィリアム・ベイトリーが設計し、1768年9月28日にウリッジ工廠で進水した。